# أورلاند هيلز (إلينوي)
أورلاند هيلز (بالإنجليزية: Orland Hills)‏ هي قرية تقع في الولايات المتحدة في مقاطعة كوك، إلينوي. يقدر عدد سكانها بـ 7,206 نسمة .

## الموقع الجغرافي
الموقع الجغرافي للمناطق المحيطة بهذه النقطة هو كالتالي: